# Pławny Nurt
Pławny Nurt (niem. Wahrfurth) – ramię Żeglicy, położone na Międzyodrzu, stanowiące granicę między powiatem polickim (gmina Kołbaskowo) a powiatem gryfińskim (gmina Gryfino). Łączy się z Kanałem Drzewnym i zarośniętym odcinkiem uchodzi do Obnicy. Jest połączone z Jeziorem Samotnym.